# Station Holton Heath
Holton Heath is een spoorwegstation van National Rail in Holton Heath, Purbeck in Engeland. Het station is eigendom van Network Rail en wordt beheerd door South Western Railway. Het station is geopend in 1916.